# Otto Weber (Pfarrer)
Max August Otto Weber (* 3. April 1841 in Burg (bei Magdeburg); † 28. August 1907 in Bad Stuer) war ein deutscher evangelisch-lutherischer Geistlicher.

## Leben
Otto Weber war ein Sohn des Oberpfarrers Johann August Weber und dessen Frau Emmy, geborene Maizier. Er studierte Evangelische Theologie an den Universitäten Erlangen und Halle. In Erlangen wurde er Mitglied im Wingolf. Nach seinem Examen war er zunächst Prädikant, 1866 in Seehausen bei Magdeburg und 1867 an der Schlosskirche Wernigerode. Im August 1867 begann er als Diaconus (2. Pastor) in Eckartsberga und zugleich als Pastor in Niederholzhausen, 1872 wurde er Pastor in Breesen. Ernst Haack wurde dort 1880 sein Nachfolger, als Weber mit seiner Familie nach Schwerin kam, wo er am 30. Mai am Schweriner Dom als Dritter Domprediger eingeführt wurde. Das Amt des dortigen Zweiten Dompredigers hatte er ab dem 16. September 1894 inne. 1901 wurde ihm der Titel Kirchenrat zuerkannt. In den Ruhestand verabschiedete er sich zu Michaelis 1906.
Otto Weber war Mitglied und Rechnungsführer des Zentralkomitees des „Vereins für die evangelischen Missionen unter den Heiden“ und Mitglied des
Vorstandes der Bürger- und Volksschulen. Er war zudem Vorstandsmitglied der Kuetemeyerschen Stiftung und der Schweriner Waisenanstalt. Am 1. Juli 1876 gründete Weber das Mecklenburgische Sonntagsblatt, das er bis zu seinem Tod redigierte. Nach seinem Tod übernahm sein Sohn Hermann die Leitung und ab 1909 der Schweriner Pastor der Inneren Mission Wilhelm Studemund. Zum 1. Oktober 1910 kam das Blatt in den Besitz des Mecklenburgischen Landesvereins für Innere Mission.
Otto Weber war seit 1867 verheiratet mit Marie, geb. Schnizlein (1845–1885), einer Tochter des Erlanger Botanikers Adalbert Schnizlein (1814–1868). Der Ehe entstammten fünf Kinder, darunter die Malerin Marie Weber (1871–1952) und Hermann Weber (1875–1917), Pastor u. a. der deutschen evangelischen Gemeinde in Cannes in Südfrankreich (1908–1914). Otto Weber starb im 67. Lebensjahr in Bad Stuer. Er wurde am 31. August 1907 auf dem Alten Friedhof in Schwerin beigesetzt.

## Schriften
- Zum Gedächtnis des am 15. April 1883 selig entschlafenen Großherzogs Friedrich Franz II. Beholtz, Stavenhagen 1883
- Kaiser Wilhelm. Predigt bei der Gedächtnißfeier am 16. März 1888 im Dom zu Schwerin. Sandmeyer, Schwerin 1888
- Des Menschen Leid und des Christen Trost. Sieben Predigten, gehalten im Dom zu Schwerin. Burmeister, Schwerin 1890
- Licht um den Abend. Predigt am Sylvester-Abend 1890 gehalten im Dom zu Schwerin. Sandmeyer, Schwerin 1891
- Alexandrine, Großherzogin-Mutter von Mecklenburg + Gedächtniß-Predigt gehalten am Sonntag Misericordias Domini im Dom zu Schwerin. 9. Aufl. Bahn, Schwerin 1892
- Wie dunket euch um Christo? Wes Sohn ist er? Predigt über Matth. 22,34-46, gehalten am 18. Sonntag nach Trinitatis 1892 im Dom zu Schwerin. 1892
- Friedrich Franz III., Großherzog von Mecklenburg-Schwerin. Gedächtniß-Predigt. Bahn, Schwerin 1897
- Abschiedspredigt gehalten im Dom zu Schwerin i. M. am 16. Sonntag n. Trin. über Ephes. 3,13-21. Bahn, Schwerin 1906